# John Söderström (konstnär)
John Emanuel Söderström, född 9 april 1898 i Söderhamn, död 19 juli 1960 i Adolf Fredriks församling, Stockholm, var en svensk målare och tecknare.
Han var son till sjökaptenen Johan Emil Söderström och Anna-Stina Sandberg. Efter en praktiktid som litograf studerade Söderström teckning vid Högre konstindustriella skolan i Stockholm och måleri för Otte Sköld samt genom självstudier under resor till Paris, Norge och Danmark. Han medverkade i samlingsutställningar i Borgholm och Östersund. Hans konst består av landskapsskildringar från Jämtlandsfjällen och porträtt. Bland hans porträtt märks de av skådespelaren Hilding Gavle och författaren Harry Martinson. Söderström är begravd på Sollentuna kyrkogård.